# Granada (kommun i Colombia, Meta, lat 3,49, long -73,76)
Granada är en kommun i Colombia.   Den ligger i departementet Meta, i den centrala delen av landet, 130 km söder om huvudstaden Bogotá. Antalet invånare är 50 172.